# Haldenstovare
Haldenstovare – rasa psa, należąca do grupy psów gończych.

## Rys historyczny
Rasa powstała w XIX wieku jako krzyżówka norweskich, szwedzkich, niemieckich i angielskich psów gończych. Jej nazwa pochodzi od miasta Halden w Norwegii.

## Wygląd
Umaszczenie jest trójkolorowe z przewagą bieli i czerni. Szata krótka. Czaszka kopulasto wysklepiona, kufa prosta, opadające uszy, czarny nos. Szyja jest długa i wygięta. Głęboka klatka piersiowa. Stopy owalne z mocnymi palcami. Ogon gruby i długi, noszony nisko.

## Zachowanie i charakter
Aktywny i serdeczny.

## Użytkowość
Przeznaczeniem psów tej rasy jest tropienie zwierzyny, ale są też dobrymi towarzyszami człowieka.